# János Starker
János Starker   (Budapest, 5 de juliol de 1924 - Bloomington, 28 d'abril de 2013) va ser un violoncel·lista hongarès-estatunidenc. Des de 1958 fins a la seva mort, va exercir a la "Jacobs School of Music de la Indiana University", on va ocupar el títol de Professor distingit.
Starker va néixer a Budapest d'un pare de descendència polonesa i una mare que havia emigrat de l'Imperi rus, tots dos jueus. Els seus dos germans grans eren violinistes, i el jove János (anomenat per a l'hospital Szent János kórház [al lloc que va néixer) va rebre un violoncel abans del seu sisè aniversari. Un prodigi infantil, Starker va fer les seves primeres actuacions en públic als sis i set anys. Va entrar a l'Acadèmia de Música Franz Liszt de Budapest per estudiar amb Adolf Schiffer i va debutar allà als 11 anys. Starker va començar a ensenyar a altres nens als vuit anys i, quan tenia 12 anys, tenia cinc alumnes. Starker comptava entre les seves més fortes influències Leo Weiner, un compositor que va ensenyar música de cambra. Zoltán Kodály, Béla Bartók i Ernő Dohnányi també van ser membres de la facultat de l'Acadèmia de Liszt. En la seva autobiografia, Starker va escriure que als 13 anys va interpretar el Konzertstuck per a violoncel de Dohnányi (que aleshores era el director de l'Acadèmia), que el va acompanyar al piano.
Starker va fer el seu debut professional als 14 anys, tocant el concert de Dvořák amb tres hores d'avís quan el solista programat inicialment no va poder tocar. Va deixar l'Acadèmia de Liszt el 1939 i va passar la major part de la guerra a Budapest. Per la seva joventut, Starker va escapar del tràgic destí dels seus germans grans, que van ser pressionats al treball forçat i finalment assassinats pels nazis. Starker no obstant això va passar tres mesos en un camp d'internament nazi.
Després de la guerra, Starker es va convertir en el violoncel·lista principal de l'òpera de Budapest i de l'Orquestra Filharmònica de Budapest. Starker va abandonar Hongria el 1946. Va donar un concert amb èxit a Viena, després es va quedar allà per preparar-se per al Concurs de violoncel de Ginebra. A la competició, celebrada a l'octubre de 1946, va rebre una medalla de bronze.
Després de competir a Ginebra, Starker va passar un any treballant en la seva tècnica a París. "Vaig actuar com un cec", va dir. "Què li passa a l'ocell que vola i no sap com vola? Això és el que passa amb els prodigis infantils".
A la conclusió del seu any a París, va fer el seu primer enregistrament de la sonata de Kodaly en re menor per a solista (violoncel). La gravació li va valer el "Grand Prix du Disque". Va passar a fer tres enregistraments més de l'obra.
Starker va emigrar als Estats Units el 1948 per convertir-se en el violoncel·lista principal de l'Orquestra Simfònica de Dallas sota Antal Doráti. El 1949 es va traslladar a la ciutat de Nova York per convertir-se en el violoncel·lista principal de l'Opera metropolitana sota Fritz Reiner. Va ser a Nova York quan Starker va realitzar el primer dels seus enregistraments de les Bach Cello Suites.
El 1953, Starker es va convertir en el violoncel·lista principal de l'Orquestra Simfònica de Chicago quan Fritz Reiner es va convertir en el director musical. El 1958, Starker es va traslladar a Bloomington, Indiana, on es va instal·lar la resta de la seva vida. A la "Jacobs School of Music d'Indiana", es va convertir en professor, tenint alumnes com María de Macedo, i va reprendre la seva carrera en solitari.

## Repertori gravat
Starker va realitzar més de 150 enregistraments. Va gravar les suites de violoncel en solitari Bach cinc vegades, més recentment per al Segell Vermell Victor RCA el 1997, pel qual va guanyar un premi Grammy.
També va ser nominat al premi Grammy per la seva gravació de 1989 de les obres de David Popper. Havia escrit per a ell per David Baker, Antal Doráti, Bernhard Heiden, Jean Martinon, Miklós Rózsa i Robert Starer. Va enregistrar dues vegades la Konzertstück per a violoncel i orquestra d'Ernő Dohnányi, l'obra que havia interpretat als 13 anys amb el compositor: primer, el 1956/57, amb l'orquestra Philharmonia dirigida per Walter Susskind, i el compositor assistint a totes les sessions (el compositor estava "enfadat" perquè el productor, Walter Legge, hagués insistit a tallar "l'orquestra tutti al començament de la tercera part"; i la segona, sense talls, amb l'Orquestra Simfònica de Seattle dirigida per Gerard Schwarz el 1990.
De 1950 a 1965, Starker va tocar i va gravar amb el "Lord Aylesford Stradivarius", l'instrument més gran fabricat per Antonio Stradivarius. El 1965 Starker va adquirir un violoncel Matteo Goffriller que es creia que va ser fabricat a Venècia el 1705; conegut anteriorment com a violoncel "Ivor James Goffriller", Starker el va rebatejar per la seva certificació com a violoncel "The Star".

## Ressenyes i treballs publicats
Molts documentals, articles a revistes i reportatges han reconegut el virtuosisme de János Starker. Va publicar nombrosos llibres i partitures musicals a través de "Peer International, Schirmer" i "International Music". La seva autobiografia, El món de la música segons Starker, va ser publicada el 2004 per "Indiana University Press".

## Estil d'interpretació
L'estil d'interpretar de Starker era intens i comportava un gran domini tècnic. Segons alguns dels seus estudiants, la seva tècnica girava al voltant de notes llargues i lligades, amb molt poc soroll canviant de la mà esquerra, donant lloc a tons suaus i purs, "cada nota sona com una joia". El mateix Starker va descriure el seu so com "centrat" i "enfocat". Era conegut per la seva capacitat per produir una gamma extremadament àmplia de sons i ombrejat de to. Va desaprofitar l'ampli vibrato afavorit per alguns dels seus companys –que veien com una portada per a una mala entonació– i era conegut per la seva presència escènica patrícia, preferint deixar que la música fes la emotivitat. Va citar al seu amic i col·lega de molt temps, György Sebők, que va dir: "Creeu emoció. No us entusiasmeu".

## Hàbits personals
Starker era un fumador de tota la vida amb un hàbit de seixanta cigarrets al dia. També va beure quantitats abundants de whisky escocès. Una vegada es va negar a fer un concert a la ciutat de Columbia, per que se suposa que no tocava perquè no se li permetia fumar el seu "cigarret" abans del concert.